# Beau Bridges
Lloyd Vernet (Beau) Bridges III (Los Angeles, 9 december 1941) is een Amerikaans acteur.
Bridges won Golden Globes voor zijn rollen in de televisiefilms Without Warning: The James Brady Story (1991) en The Positively True Adventures of the Alleged Texas Cheerleader-Murdering Mom (1994). Daarnaast werden hem meer dan vijf andere acteerprijzen toegekend, waaronder Emmy Awards voor beide eerdergenoemde films en een derde Emmy voor televisiefilm The Second Civil War.
Bridges is de zoon van Lloyd Bridges en de oudere broer van Jeff Bridges.

## Filmografie
- Force of Evil (1948)
- Village of the Giants (1965)
- For the Love of Ivy (1968)
- The Landlord (1970)
- Child's Play (1972)
- Lovin' Molly (1974)

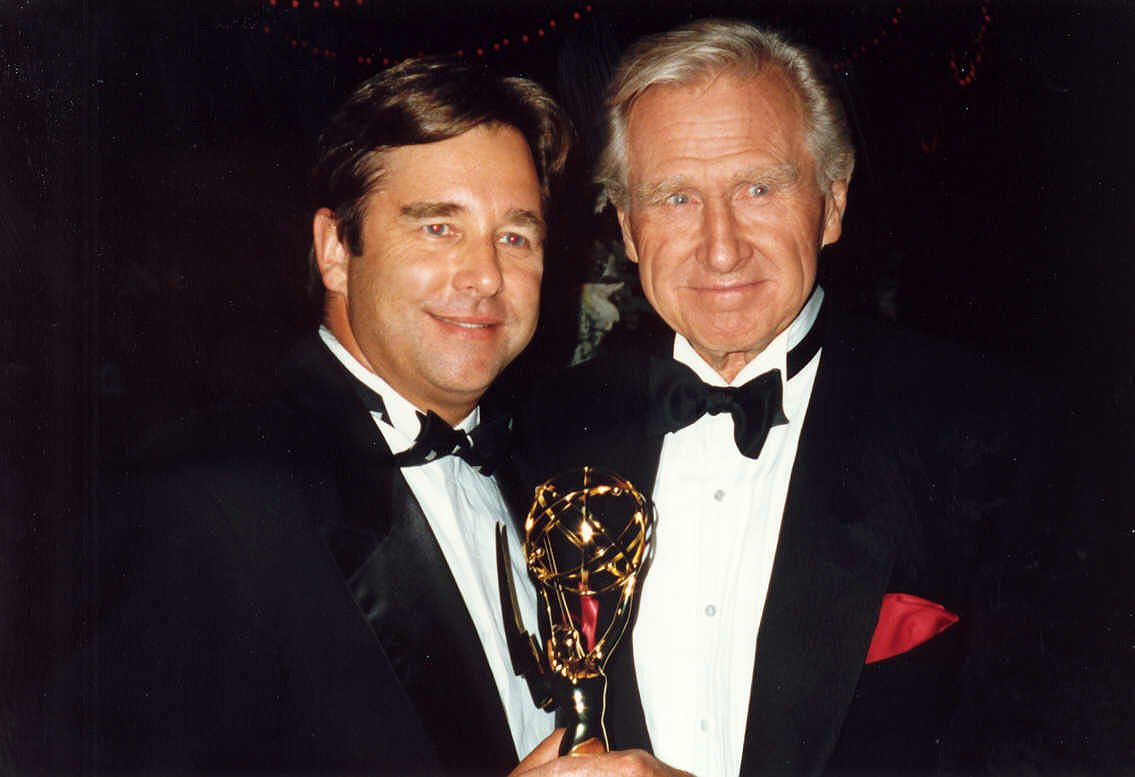
Beau en Lloyd Bridges bij de 44e Emmy Awards (1992)

- The Other Side of the Mountain (1975)
- One Summer Love (1976)
- Swashbuckler (1976)
- Two-Minute Warning (1976)
- Greased Lighting (1977)
- The Runner Stumbles (1979)
- Norma Rae (1979)
- Silver Dream Racer (1980)
- Night Crossing (1981)
- Love Child (1982)
- Heart Like a Wheel (1983)
- The Hotel New Hampshire (1984)
- Alice in Wonderland (1985)
- The Thanksgiving promise (1986)
- The Fabulous Baker Boys (1989)
- Signs of Life (1989)
- The Wizard (1989)
- Without Warning: The James Brady Story (1991)
- Sidekicks (1992)
- Million Dollar Babies - the shocking true story of the Dionne Quintuplets (1994)
- Kissinger & Nixon (1995)
- Jerry Maguire (1996)
- Hidden in America (1996)
- Nightjohn (1996)
- RocketMan (1997)
- Sordid Lives (2000)
- Voyage of the Unicorn (2001)
- Sightings: Heartland Ghosts (2002)
- The Agency (2002-2003)
- Evel Knievel (2004)
- Smile (2005)
- The Ballad of Jack and Rose (2005)
- Into the West (2005)
- Stargate SG-1 (2005-2007)
- Stargate Atlantis (2005-2006)
- My Name Is Earl (2005)
- 10.5: Apocalypse (2006)
- The Good German (2006)
- American Dad:Failure is not a Factory Installed Option (2006)
- Spinning Into Butter (2007)
- Stargate: The Ark of Truth (2008)
- Stargate: Continuum (2008)
- Max Payne (2008)
- Free Willy: Escape from Pirate's Cove (2010)
- Girlfriend's Boyfriend (2010)
- Don't Fade Away (2011)
- The Descendants (2011)
- Columbus Circle (2012)
- Eden (2012)
- Hit & Run (2012)
- From Up on Poppy Hill (2012)
- Rushlights (2013)
- 1000 to 1: The Cory Weissman Story (2014)
- The Tale of the Princess Kaguya (2014)
- Underdog Kids (2015)
- Lawless Range (2016)
- Dirty Politics (2016)